# Euronext Amsterdam

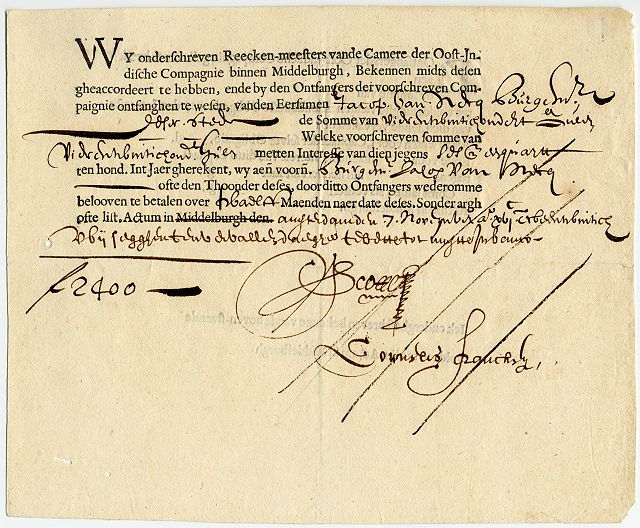
Облигация Голландской Ост-индской компании от 7 ноября 1622 года на сумму 2400 флоринов

Euronext Amsterdam — фондовая биржа, расположенная в Амстердаме, раньше известная как Амстердамская фондовая биржа, которая в сентябре 2000 года слилась с Брюссельской фондовой биржей и Парижской фондовой биржей, образовав объединённую компанию под названием Euronext, которая на данный момент является второй по величине биржей в Европе после Лондонской фондовой биржи.

## История

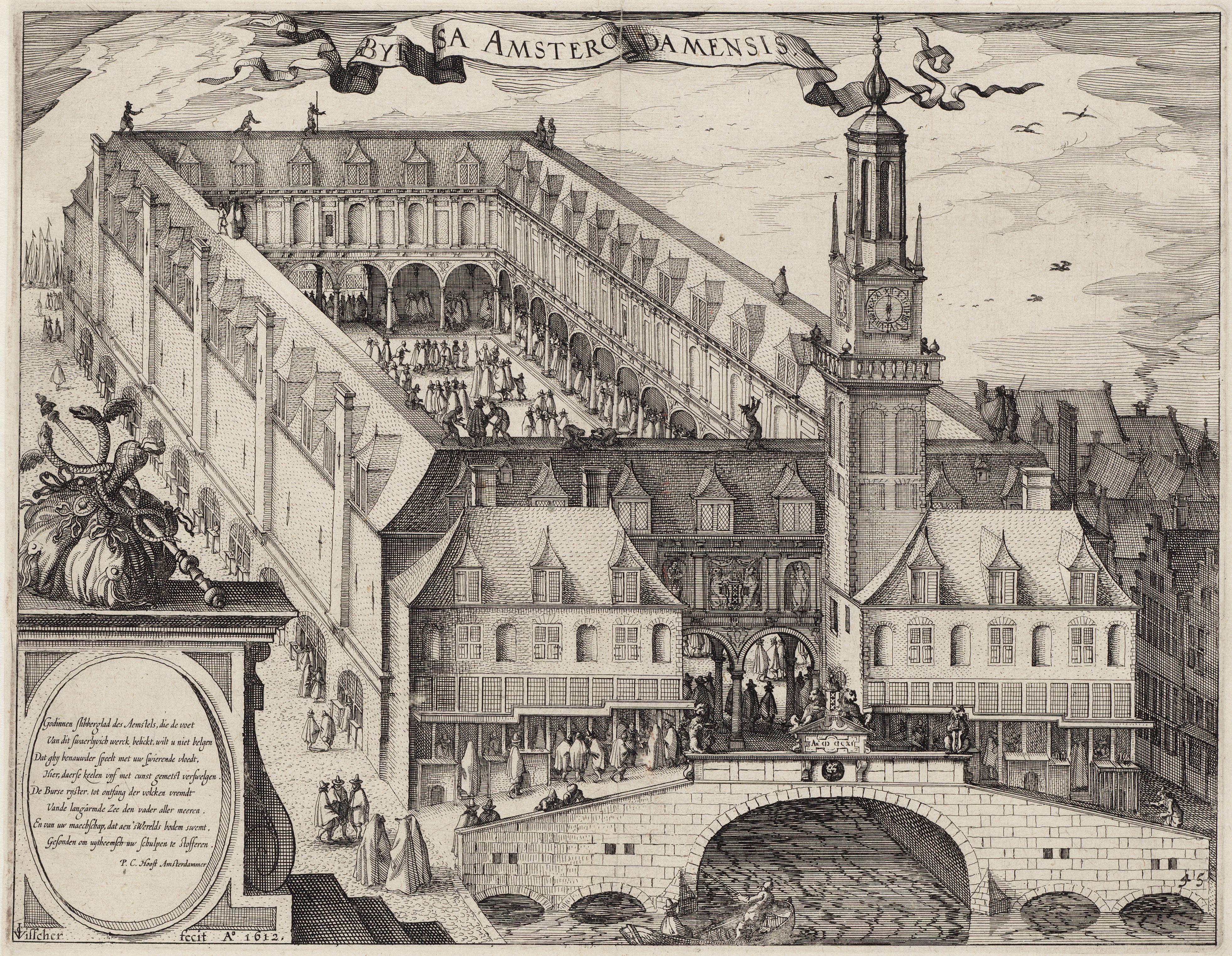
Гравюра XVII века с изображением Амстердамской фондовой биржи

Биржа была основана в 1602 году Голландской Ост-индской компанией, впоследствии была переименована в Амстердамскую биржу и первая начала торговать ценными бумагами.
Возникшая в 1608 году Амстердамская товарная биржа имела большое значение в истории бирж. Именно на Амстердамской бирже впервые была введена торговля по образцам и пробам товаров, а в дальнейшем были установлены качественные нормы для товаров, что позволило вести торговлю без представления на биржу самой продукции.